# William Wadsworth (canottiere)
William Ridout Wadsworth (Toronto, 17 dicembre 1875 – Toronto, 29 agosto 1971) è stato un canottiere canadese.
Wadsworth partecipò ai Giochi olimpici di Saint Louis 1904 con la squadra Argonaut Rowing Club di Toronto nella gara di otto, in cui conquistò la medaglia d'argento.

## Palmarès
| Anno | Manifestazione  | Sede        | Evento | Risultato |
| ---- | --------------- | ----------- | ------ | --------- |
| 1904 | Giochi olimpici | Saint Louis | Otto   | Argento   |